# Серкль Атлетик (футбольный клуб)
«Серкль Атлетик» (фр. Cercle Athlétique Bastiais) — бывший французский футбольный клуб из города Бастия. Основан в 1920 году, в 2017 году прекратил своё существование. Домашние матчи проводил на стадионе «Эрбажоло», вмещающем 2000 зрителей.

## История
С момента основания и до 2006 года выступал в региональной лиге Корсики и любительских лигах Франции. За это время клуб 11 раз становился чемпионом Корсики и восемь раз выигрывал региональный кубок. По итогам сезона 2005/06 «Серкль Атлетик» выиграл турнир второго дивизиона Любительского чемпионата Франции. Шесть лет спустя, выиграв турнир Любительского чемпионата страны в группе А, клуб впервые в своей истории вышел в третий дивизион.
В 1/32 финала Кубка Франции 2012/13 «Серкль Атлетик» одержал победу над земляками из «Бастии» со счётом 2:0. По ходу чемпионата в Лиге Насьональ «Серкль Атлетик» ни разу на протяжении 37 туров не входил в первую тройку, однако в последнем туре, одержав победу над лидером турнира «Кретеем», сумел финишировать третьим, что позволило в сезоне 2013/14 впервые выступить в Лиге 2. По его итогам, корсиканская команда понизилась в классе. В следующем сезоне корсиканцы пережили ещё одно понижение в классе: 6 побед, 16 ничьих при 12-ти поражениях оказалось недостаточно для выживания в третьем французском дивизионе по спортивному принципу, и лишь дисквалификация «Ле Пуаре-сюр-Ви» позволила команде сохранить прописку.

## Достижения
- Национальная Лига
  - Бронзовый призёр: 2011/12

- ЛЧФ 2
  - Победитель: 2005/06

- Чемпионат Корсики
  - Победитель (11): 1922/23, 1923/24, 1924/25, 1925/26, 1932/33, 1971/72, 1974/75, 1976/77, 1988/89, 1997/98, 2000/01

- Кубок Корсики
  - Победитель (8): 1952, 1973, 1976, 1990, 1999, 2003, 2008, 2009.